# 瑟德尔
瑟德尔（法語：Sœurdres，法語發音：[sœʁdʁ] ⓘ）是法国曼恩-卢瓦尔省的一个旧市镇，属于瑟格雷区。2015年12月15日起和相邻的其它6个市镇合并为新市镇莱欧当茹（Les Hauts d'Anjou）。

## 地理
瑟德尔（47°44'17"N, 0°34'27"W）面积15.24 平方千米，位于法国卢瓦尔河地区大区曼恩-卢瓦尔省，该省份为法国西部内陆省份，大致对应安茹地区，北起顺时针与马耶讷省、萨尔特省、安德尔-卢瓦尔省、维埃纳省、德塞夫勒省、旺代省、大西洋卢瓦尔省和伊勒-维莱讷省接壤。
与瑟德尔接壤的市镇（或旧市镇、城区）包括：谢雷、孔蒂涅、马里涅、米雷、达翁、圣洛朗德莫尔捷、圣米歇尔德凡。

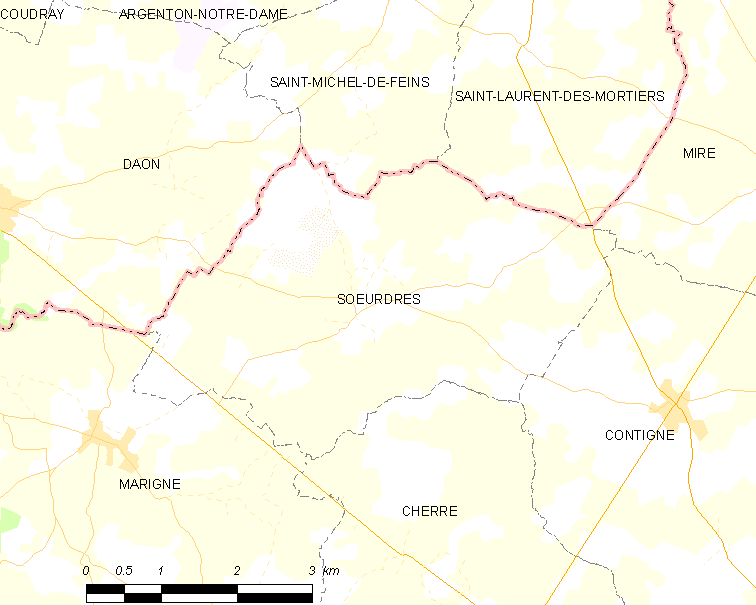
瑟德尔的OSM定位图

瑟德尔的时区为UTC+01:00、UTC+02:00（夏令时）。

## 行政
瑟德尔的邮政编码为49330，INSEE市镇编码为49335。

## 政治
瑟德尔所属的省级选区为蒂耶尔塞县。

## 人口

1962-2008年间瑟德尔人口变化图示

瑟德尔于2018年1月1日时的人口数量为416人。